# Lingxi (köpinghuvudort i Kina, Hunan Sheng, lat 29,37, long 111,17)
Lingxi är en köpinghuvudort i Kina. Den ligger i provinsen Hunan, i den södra delen av landet, omkring 220 kilometer nordväst om provinshuvudstaden Changsha. Antalet invånare är 23 637. Befolkningen består av 11 705 kvinnor och 11 932 män. Barn under 15 år utgör 14,0 %, vuxna 15-64 år 73 %, och äldre över 65 år 12,0 %.
Runt Lingxi är det ganska tätbefolkat, med 207 invånare per kvadratkilometer. Närmaste större samhälle är Reshi, 15,4 km öster om Lingxi. I omgivningarna runt Lingxi växer huvudsakligen savannskog.
Genomsnittlig årsnederbörd är 1 751 millimeter. Den regnigaste månaden är maj, med i genomsnitt 282 mm nederbörd, och den torraste är december, med 30 mm nederbörd.